# アダム・クリーガー
アダム・クリーガー（Adam Krieger,1634年1月7日 - 1666年6月30日）はドイツ初期バロック音楽の作曲家・教会音楽家。
ハレでザムエル・シャイトに入門した後、1650年以降もライプツィヒにて研修を続ける。1655年にライプツィヒのニコライ教会にてヨハン・ローゼンミュラーの後任オルガニストとして勤務。1657年にザクセン選帝侯ヨハン・ゲオルク2世によりザクセン宮廷に呼び出され、侯爵令嬢にクラヴィコード演奏を指導する。1658年に宮廷オルガニストに任命された。

## 作品
クリーガーは、作曲家や作詞家として数多くのリートを量産し、1657年に最初の歌曲集を世に問うた。クリーガー歌曲の特色は、素朴な民謡調の旋律にある。そのうち最も有名になった旋律は、福音派の賛美歌にも転用されている。